# Chorinaeus aizanensis
Chorinaeus aizanensis är en stekelart som beskrevs av Kusigemati 1967. Chorinaeus aizanensis ingår i släktet Chorinaeus och familjen brokparasitsteklar. Inga underarter finns listade i Catalogue of Life.